# Juan Edmundo Vecchi
Juan Edmundo Vecchi (Viedma, 23 giugno 1931 – Roma, 23 gennaio 2002) è stato un presbitero argentino, religioso della Società salesiana di San Giovanni Bosco, della quale è stato anche rettor maggiore dal 1996 al 2002.

## Biografia
Settimo e ultimo dei sette figli di una coppia di emiliani emigrati in Argentina, era imparentato con Artemide Zatti.
Entrò tra i salesiani come novizio il 29 gennaio 1947 ed emise la professione dei primi voti il 28 gennaio 1948.
Studiò teologia a Torino e fu ordinato sacerdote il 1º luglio 1958.
Tornato in patria, lavorò presso le case della congregazione a Fortín Mercedes e Bahía Blanca; ricoprì le cariche di superiore dell'ispettoria salesiana della Patagonia settentrionale e superiore della regione Argentina-Brasile-Uruguay-Paraguay.
Nel 1990 il rettor maggiore della congregazione, Egidio Viganò, lo scelse quale vicario: quando Viganò, nel 1995, non fu più in grado di reggere l'istituto per motivi di salute, Vecchi prese il suo posto e il 20 marzo 1996 fu eletto rettor maggiore (fu il primo non italiano a ricoprire la carica).
Morì nel 2002 a causa di un tumore cerebrale. Inizialmente sepolto presso le catacombe di San Callisto, dal 2017 le sue spoglie mortali riposano nella Cappella delle Reliquie presso il Santuario di Maria Ausiliatrice a Torino.
Il volume: Educatori appassionati, esperti e consacrati per i giovani raccoglie le Lettere Circolari di don Juan E. Vecchi
| Controllo di autorità | VIAF (EN) 27245345 · ISNI (EN) 0000 0001 1469 5796 · SBN CFIV078925 · LCCN (EN) nr98019675 · GND (DE) 138734399 · BNE (ES) XX1123709 (data) · BNF (FR) cb13741472t (data) |